# من هنوز ایمان دارم (ترانه برندا کی. استار)
«من هنوز ایمان دارم» تک‌آهنگی از هنرمند اهل ایالات متحده آمریکا برندا کی. استار است. این ترانه در فوریه ۱۹۸۸ منتشر شده و در چارت Dance Club Songs در رتبه اول قرار گرفت.